# 苗穂町
苗穂町（なえぼちょう）は、北海道札幌市東区の地名。
行政上の地名としての「苗穂町」はおおむね三角形に近い形状をしており、函館本線と豊平川が南辺、苗穂丘珠通と苗穂通が北西辺、北13条北郷通が北東辺をなす。
広義の「苗穂」はより広範囲を指し、苗穂町に隣接して東苗穂地区があるほか、西側の条丁目地区内にも苗穂駅や札幌市立苗穂小学校などの地名を冠した施設が見受けられる。

## 歴史
語源はアイヌ語で「小さな川」を意味する「ナイ・ポ」であり、かつてはその名が示すとおりメム（湧水）や小河川が無数にある低湿地帯であった。
1870年（明治3年）、山形県酒田と新潟県柏崎から188戸が入植し、その年の干支が庚午（かのえうま）であったところから部落名を「庚午一の村」とした。翌1871年（明治4年）、岩村通俊判官の命により「苗穂村」と改名した。
小村だった苗穂は、1889年（明治22年）ごろに東橋が豊平川に架けられたことを契機に急激に発展。1910年（明治43年）には鉄道院（当時。後に国鉄を経て現在のJR北海道）苗穂工場付近が札幌区に編入され、1934年（昭和9年）4月1日には雪印乳業（現在の雪印メグミルク）付近が札幌市に編入された。

## 施設
- 陸上自衛隊苗穂分屯地
- 雪印メグミルク（旧・雪印乳業）本店（登記上の本店）[注釈 1]
  - 酪農と乳の歴史館
- 瑞穂神社